# 埃丹·內斯比特
埃丹·內斯比特（Aidan Nesbitt，1977年2月5日—）是蘇格蘭的一位職業足球選手，在場上的位置是攻擊型中場。他現在效力於蘇格蘭足球超級聯賽球隊凱爾特人足球俱樂部。內斯比特出自於凱爾特人青訓體系。他也代表蘇格蘭國青隊參賽。